# 포스퀘어
포스퀘어(영어: Foursquare)는 위치 기반 소셜 네트워크 서비스이자 이를 개발한 회사의 명칭이다. 사용자는 포스퀘어 서비스에서 자신의 휴대전화의 애플리케이션 또는 단문 메시지 서비스를 이용해 특정 장소에 "체크-인"(check-in)을 할 수 있다. 서비스 초기, 사용자는 "체크-인"에 대한 보상으로 점수를 획득하고, "뱃지"를 수집하며, 특정 지역의 "메이어(Mayor)"가 되는 것이 주된 목적이었다. 이후 SNS 기능이 강화되고 장소에 대한 정보를 공유하는 방향으로 발전되었으며, 2014년 5월에는 기존 체크인 서비스를 독립하여 스웜 애플리케이션을 출시하였고, 본래 포스퀘어 서비스는 특정 장소에 대한 정보를 공유하는데 특화시켰다. 2015년 4월을 기준으로, 서비스 가입자 5500만 명, 7000만개의 팁(특정 장소에 대한 정보), 70억 회의 체크인을 돌파하였다.

## 개요
포스퀘어 서비스는 등록된 사용자로 하여금 자기의 현재 위치를 계속 갱신하면서 친구들과 공유하게끔 하는 서비스이다. 사용자들은 포스퀘어 웹사이트나 모바일 기기용 소프트웨어를 이용해 서비스에 접근할 수 있다. 사용자가 주말 혹은 "근무 시간" 외에 특정 장소에 "체크-인"(check-in)을 하면 점수(point)가 사용자에게 주어진다. 사용자는 자신의 트위터나 페이스북 계정을 포스퀘어와 연동시켜두는 설정을 해 둘 수 있다. 그렇게 해두면, 사용자의 트위터나 페이스북 계정에 특정 장소 "체크-인" 사실이 자동으로 업데이트된다. 아이폰 포스퀘어 소프트웨어 1.3 버전 이후서부터는, 친구들의 "체크-인" 사실("Pings"라고 부른다.)이 아이폰쪽으로 푸시 노티피케이션(push notification) 형태로 전달되도록 할 수 있다. 사용자는 또한 특정 태그가 붙은 장소에 "체크-인"을 하거나 "체크-인"을 자주하거나 혹은 소정의 특이한 "체크-인" 사용 형태를 보이면(예를 들어 한밤중에 4 곳 이상을 체크-인한다든지 하면) "뱃지"(badge)를 수여받는다. 포스퀘어 측은 나중에는 사용자가 디자인한 커스텀 배지를 상으로 걸 수 있을 것이라고 언급하고 있다. 사용자가 다른 사용자들보다 체크-인을 많이 했는데, 그것이 각각 다른 날이었으며, 또한 프로파일 사진이 등록되어 있다면, 사용자는 "메이어"(Mayor, 시장) 자리에 오르게 된다. 한데, 다른 사용자가 이 사용자보다 체크-인을 많이 하게 되면 "메이어" 자리는 그 사용자에게로 넘어간다.
사용자는 개인 사용을 위해 "투 두"(To Do) 목록을 작성해 둘 수 있다. 다른 사용자들이 볼 수 있도록 "팁"(Tips)을 추가할 수 있다. 이곳에서 무엇을 하면 좋은지 혹은 무엇을 먹으면 좋은지 하는 것들이다.
포스퀘어 서비스는 2009년 시작하였다. 세계 각지의 대도시 지역 중 100 곳에서만 제한적으로 서비스되었었다. ( 암스테르담, 애틀랜타, 오스틴 (텍사스주), 보스턴, 시카고, 포트 워스 (텍사스주), 덴버, 디트로이트, 헬싱키, 휴스턴, 라스베이거스, 런던, 로스앤젤레스, 마이애미, 미네아폴리스, 뉴욕 시, 피츠버그, 필라델피아, 피닉스 (애리조나주), 포틀랜드 (오리건주), 샌디에이고, 샌프란시스코, 시애틀, 토론토, 워싱턴 D.C., 서울특별시, 뭄바이). 2010년 1월, 포스퀘어는 세계 각지의 어느 곳에서든 체크-인을 할 수 있도록 포스퀘어의 지역 모델을 변경하였다. 2009년에는 전 세계적으로 사용자가 10만 명에 달했다.
포스퀘어는 2010년 3월 현재 아이폰, 안드로이드, 팜 OS 웹오에스, 블랙베리, 윈도우 모바일, 심비안 애플리케이션 소프트웨어를 제공하고 있다.
2010년 2월, 포스퀘어 사는 저겟(Zagat, 음식점 가이드 출판사) (예를 들면, 자갓이 평점을 매긴 음식점에 체크-인을 하면 "푸디" 배지를 받는다.), 브라보(Bravo), 콩데 나스트 퍼블리케이션즈, 뉴욕 타임즈 및 다른 여러 회사와 계약을 맺었다.

## 역사

### 창업
데니스 크롤리(영어: Dennis Crowley)와 나빈 셀바두라이(영어: Naveen Selvadurai)가 포스퀘어 서비스를 만들었다. 데니스 크롤리는 예전에 비슷한 류의 서비스인 닷지볼(Dodgeball)을 만들어 창업한 바 있었다. 닷지볼은 2005년 구글에 인수 합병되었었는데, 2009년 문을 닫은 바 있다.

## 뱃지
뱃지는 여러 장소에 체크-인함으로써 받을 수 있다. 예전에는, 특정 도시에서만 획득할 수 있는 뱃지가 상으로 걸려 있었던 적이 있었다. 하지만, 포스퀘어는 그런 제한을 폐지하여, 세계 어느 도시에서도 같은 종류의 뱃지를 딸 수 있게 되었다. 사용자가 뱃지를 획득하면, 사용자의 프로파일 페이지에 영구적으로 올라가게 된다.
포스퀘어 스태프들은 어떤 방법을 통해 뱃지를 획득할 수 있는지에 대해 함구하고 있다. 서비스 사용을 많이하면 받을 수 있는 기본적인 마일스톤 뱃지도 있긴 하다. 일부 뱃지는 장소에 붙은 "태그"(tag)에 연동된 것들이다. 이러한 뱃지들은 장소에 붙은 "태그"에 기반해 수여된다. 일부 뱃지는 아이콘 그림 모양은 같으나 서로 다른 방법을 통해 획득할 수 있는 것들이다.

## 슈퍼유저
포스퀘어 서비스는 다음 세 단계의 슈퍼유저 상태(슈퍼유저 뱃지와는 다른 개념이다.)를 제공한다. 체크-인을 빈번히 하거나 새로운 장소에 대한 정보를 포스퀘어에 빈번히 제공하면 슈퍼유저 상태가 된다.
- 슈퍼유저 단계 1: 장소 정보(주소, 스트리트, 트위터 이름)을 변경할 수 있다. 장소 상태를 "닫힘"(closed) 상태로 변경할 수 있다. 포스퀘어에 중복된 장소를 제보할 수 있다.
- 슈퍼유저 단계 2: 장소 정보를 변경할 수 있다. 중복된 장소를 하나로 합칠 수 있다. 임의의 장소에 장소 분류(venue categories)를 부여할 수 있다.
- 슈퍼유저 단계 3: 장소에 별명을 만들 수 있다. 페이크/스팸 리스팅을 삭제할 수 있다.

## 관련 응용 소프트웨어
포스퀘어 API를 통해 응용 소프트웨어나 웹사이트가 개발될 수 있다. 다음은 그 중 일부 목록이다.
| 응용 소프트웨어                       | 개발자                              | 설명 |
| ------------------------------------- | ----------------------------------- | --- |
| FourWhere                             | 사이소모스                          | 지도 상에 포스퀘어 사용자들의 팁과 코멘트를 보여줌. 사이소모스의 무료 서비스. 로긴이나 등록 필요 없음.                      |
| SocialGreat                           | Bill Piel, Jon Steinberg, Sam Lessi | 장소에 대한 체크-인 경향, 인기도 등을 제공.                                                                                 |
| Layar 보관됨 2010-03-25 - 웨이백 머신 | Johannes la Poutré and Johan Schaap | 라야(Layar)는 증강현실(augmented reality) 브라우저 소프트웨어. 현실 세계 디스플레이 위에 포스퀘어 데이터를 부가적으로 표시. |
| Where Do You Go                       | Steven Lehrburger                   | 특정 사용자의 체크 인에 대한 빈도 지도(visual heat map) 제공.                                                               |
| PleaseRobMe                           |                                     | "인터넷에 자기 자신의 위치를 노출하는 행위"에 대한 위험 경고. (이 경고에 대한 포스퀘어의 답변은 주석과 같다.)               |

## 같이 보기
- 스웜